# RedBird Capital Partners
RedBird Capital Partners ou RedBird est une société de gestion de placements américaine fondée en 2014 à New York par Gerry Cardinale, et investissant notamment dans le sport, aux États-Unis et en Europe.

## Investissements
Après des investissements dans la Major League Baseball avec les Yankees de New York, ou encore dans la National Football League avec les Cowboys de Dallas, Red Bird s'engage dans le football européen en rachetant le Toulouse FC en 2020, en prenant une participation au Liverpool FC en 2021, puis en rachetant l'AC Milan en 2022,. En 2023, le fonds est valorisé à plus de trois milliards de dollars.

## Stratégie
Du fait de son expérience dans les Ligues majeures de baseball, le fond use d'une stratégie singulière dans le milieu du football, basée sur l'utilisation massive de la data, notamment à travers sa société d'analyse Zelus.